# El Hornillo
El Hornillo község Spanyolországban, Ávila tartományban. El Hornillo Arenas de San Pedro, El Arenal, Guisando, Navarredonda de Gredos és Hoyos del Espino községekkel határos. Lakosainak száma 280 fő (2024).

## Nevezetességek
El Hornillo egyike annak a három községnek, amelyeknek a hármas határán emelkedik a Gredos-hegység legmagasabb csúcsa, a Pico Almanzor.

## Népesség
A település népessége az utóbbi években az alábbiak szerint változott:
| Lakosok száma | 404  | 395  | 390  | 359  | 351  | 315  | 311  | 290  | 281  | 280  |
|               | 2001 | 2004 | 2006 | 2009 | 2011 | 2014 | 2016 | 2019 | 2021 | 2024 |